# 1672
Il 1672 (MDCLXXII in numeri romani) è un anno bisestile del XVII secolo.

## Eventi
- L'architetto inglese Christopher Wren inizia la costruzione della Chiesa di Santo Stefano in Walbrook.

### Marzo
- 28 marzo – Carlo II Stuart, Re di Gran Bretagna, dichiara guerra alle Province Unite. Ha inizio la Guerra d'Olanda.

### Aprile
- 6 aprile – Anche il Re di Francia Luigi XIV di Borbone detto il Re Sole, dichiara guerra alle Province Unite.
- 23 aprile – Luigi XIV conferisce alla moglie, la Regina Maria Teresa d'Asburgo, il potere di governare la Francia in sua assenza.
- 29 aprile – Luigi XIV lascia Parigi per raggiungere il suo esercito a Rocroi.

### Giugno
- 7 giugno – Battaglia di Sole Bay al largo di Suffolk. L'ammiraglio olandese Ruyter distrusse la flotta anglo francese. Carlo II e Luigi XIV devono rinunciare ad attaccare le Province Unite via mare. Strategia sulla quale contavano prima di iniziare la guerra.
- 12 giugno – L'esercito francese guidato da Turenne e Condé valica il Reno e penetra nelle Province Unite.
- 22 giugno – Gli Stati Generali olandesi capeggiati da Johan de Witt chiedono la pace alla Francia.
- 23 giugno – Luigi XIV entra trionfalmente a Utrecht. Dopodiché torna a Parigi.
- 24 giugno – Gli olandesi aprirono le dighe allagando le campagne di Amsterdam per impedire l'avanzata francese.

### Luglio
- 8 luglio – Guglielmo III d'Orange viene nominato Statolder d'Olanda.
- 16 luglio – Guglielmo III d'Orange viene nominato anche Statolder della Zelanda.
- 25 luglio – Federico Guglielmo I di Brandeburgo firma un trattato di alleanza con le Province Unite.
- 30 luglio – Emerge l'Affare dei veleni.

### Agosto
- 20 agosto – Johan de Witt e il fratello Cornelis furono fatti a brandelli dalla folla.
- 30 agosto – L'Imperatore del Sacro Romano Impero Leopoldo I d'Asburgo firma un trattato di alleanza con le Province Unite, la Spagna e il Ducato di Lorena.

### Ottobre
- 17 ottobre – Viene rappresentato davanti allo Zar Alessio I Romanov il primo spettacolo teatrale russo. Si tratta de La commedia di Artaserse di Johann Gottfried Gregori.

### Dicembre
- 23 dicembre – L'astronomo italiano Giovanni Cassini scopre Rea, satellite di Saturno.

## Nati

### Gennaio
- 7 gennaio - Giambattista Ripa Buschetti di Giaglione, nobile italiano († 1737)
- 12 gennaio - Willem Bosman, mercante olandese
- 13 gennaio - Lucia Filippini, religiosa italiana († 1732)
- 16 gennaio - Francesco Mancini, compositore e organista italiano († 1737)
- 17 gennaio - Antoine Houdar de La Motte, scrittore e drammaturgo francese († 1731)
- 24 gennaio - Alberto Federico di Brandeburgo-Schwedt, principe († 1731)
- 26 gennaio - Anna Mons,  tedesca († 1714)
- 31 gennaio - Grigorij Petrovič Černyšëv, ufficiale russo († 1745)

### Febbraio
- 13 febbraio - Étienne-François Geoffroy, chimico e medico francese († 1731)
- 15 febbraio - Fabio di Colloredo, arcivescovo cattolico italiano († 1742)
- 26 febbraio - Agostino Calmet, abate francese († 1757)

### Marzo
- 2 marzo - Francesco Maria Marescotti Ruspoli, marchese e principe italiano († 1731)
- 5 marzo - Giuseppe Zola, pittore italiano († 1743)
- 15 marzo - Wilhelm Dietrich von Buddenbrock, generale prussiano († 1757)
- 15 marzo - Tommaso Cervioni, arcivescovo cattolico e teologo italiano († 1742)
- 21 marzo - Stefano Benedetto Pallavicino, poeta e librettista italiano († 1742)
- 21 marzo - Andrés de Orbe y Larreátegui, religioso e arcivescovo cattolico spagnolo († 1740)

### Aprile
- 2 aprile - Charles Bridges, pittore britannico († 1747)
- 6 aprile - André Cardinal Destouches, compositore francese († 1749)
- 14 aprile - Louis Phélypeaux de La Vrillière, politico e nobile francese († 1725)
- 17 aprile - Giuseppe Galardi, fantino italiano († 1711)
- 17 aprile - Giovanni Scalfarotto, architetto italiano († 1764)

### Maggio
- 1º maggio - Joseph Addison, politico, scrittore e drammaturgo britannico († 1719)
- 31 maggio - Ottavio Scarampi del Cairo, militare italiano († 1728)

### Giugno
- 8 giugno - Girolamo Archinto, arcivescovo cattolico e diplomatico italiano († 1721)
- 9 giugno - Pietro I di Russia, politico russo († 1725)
- 11 giugno - Francesco Antonio Bonporti, compositore italiano († 1749)
- 13 giugno - Anna Maria Francesca di Sassonia-Lauenburg, nobile († 1741)
- 17 giugno - Carlotta d'Assia-Homburg, nobildonna († 1738)
- 20 giugno - Luigi Cesare di Borbone, nobile francese († 1683)
- 29 giugno - Pietro Nelli, pittore italiano († 1740)
- 30 giugno - Pietro Antonio Bernardoni, librettista e drammaturgo italiano († 1714)

### Luglio
- 11 luglio - Giovanni Benedetto Gentilotti, vescovo cattolico e bibliotecario italiano († 1725)
- 13 luglio - Nicola Salzillo, scultore italiano († 1727)
- 16 luglio - Barbara FitzRoy, religiosa inglese († 1737)
- 29 luglio - Charles Lennox, I duca di Richmond, nobile inglese († 1723)

### Agosto
- 2 agosto - Johann Jakob Scheuchzer, naturalista e medico svizzero († 1733)

### Settembre
- 5 settembre - Agostino Ariani, matematico italiano († 1748)
- 8 settembre - Nicolas de Grigny, organista e compositore francese († 1703)
- 8 settembre - Aleksander Paweł Sapieha, nobile e ufficiale polacco († 1734)
- 11 settembre - Michail Ivanovič Leont'ev, ufficiale russo († 1752)
- 13 settembre - Pietro Sernicola, scultore italiano († 1742)
- 19 settembre - Luigi II Gonzaga di Luzzara, nobile italiano († 1738)
- 24 settembre - Giuseppe Accoramboni, cardinale italiano († 1747)
- 30 settembre - Jean L'Archevêque, esploratore, militare e mercante francese († 1720)

### Ottobre
- 1º ottobre - René Frémin, scultore francese († 1744)
- 4 ottobre - Jan Vroesen, avvocato e diplomatico olandese († 1725)
- 7 ottobre - Ernesto Luigi I di Sassonia-Meiningen, duca tedesco († 1724)
- 14 ottobre - Giovan Battista Pistoi, fantino italiano († 1732)
- 18 ottobre - Giuseppe Antonio Caccioli, pittore italiano († 1740)
- 21 ottobre - Ludovico Antonio Muratori, presbitero, storico e scrittore italiano († 1750)
- 27 ottobre - Maria Gustava Gyllenstierna, poetessa, traduttrice e letterata svedese († 1737)
- 28 ottobre - Imre Csáky, cardinale e arcivescovo cattolico ungherese († 1732)

### Novembre
- 2 novembre - Girolamo Mattei Orsini, arcivescovo cattolico, letterato e diplomatico italiano († 1740)
- 6 novembre - Carlo Agostino Badia, compositore italiano († 1738)
- 6 novembre - Francesco Gallo, architetto italiano († 1750)
- 10 novembre - Johann Adolf von Metsch, nobile e politico austriaco († 1740)
- 16 novembre - Aleksandr Danilovič Menšikov, generale russo († 1729)
- 17 novembre - Prospero Colonna, cardinale italiano († 1743)
- 28 novembre - Christiane Gyldenløve, principessa danese († 1689)

### Dicembre
- 6 dicembre - Jean François de Bette, militare, diplomatico e nobile belga († 1725)
- 6 dicembre - Giuseppe Antonio Delmestri von Schönberg, vescovo cattolico italiano († 1721)

### Senza giorno specificato
- Andries Carpentière, scultore inglese († 1737)
- Shahuji I, sovrano indiano
- Michelangelo Andrioli, medico italiano († 1713)
- Anna Maria Arduino, nobildonna e pittrice italiana († 1700)
- Filippo Barigioni, architetto italiano († 1753)
- Alberto Carlieri, pittore italiano
- William Cavendish, II duca di Devonshire, nobile e politico inglese († 1729)
- Marthe-Marguerite Caylus, scrittrice francese († 1729)
- Vasilij Lukič Dolgorukov, politico, diplomatico e nobile russo († 1739)
- Jean Baptiste Duru, pittore e disegnatore francese († 1709)
- François Duval, violinista e compositore francese († 1728)
- Antoine Forqueray, compositore, clavicembalista e gambista francese († 1745)
- Giacomo Franceschini, pittore italiano († 1745)
- Louis Fuzelier, drammaturgo, librettista e poeta francese († 1752)
- Jan Jacob de Graaf, organista olandese († 1738)
- Edward Howard, VIII conte di Suffolk, nobile e politico inglese († 1731)
- Edmond Hoyle, scrittore inglese († 1769)
- Antonio Lazzarini, pittore italiano († 1732)
- Pierre Le Maire I, artigiano francese
- John Lovelace, IV barone Lovelace, nobile e politico britannico († 1709)
- Giovanni Francesco Marchini, pittore italiano († 1745)
- Paul Methuen, diplomatico inglese († 1757)
- Ion Neculce, storico rumeno († 1745)
- Domenico Negrone, doge († 1736)
- Gilles Marie Oppenordt, architetto e decoratore francese († 1742)
- Domenico Parodi, pittore e scultore italiano († 1742)
- Giuseppe Perracini, pittore italiano († 1754)
- Francesco Pio di Savoia, nobile, politico e militare spagnolo († 1723)
- Joannes Hyacinth Rottenburgh,  belga († 1765)
- Anthony Sayer († 1741)
- Daniël Stopendaal, incisore e disegnatore olandese († 1726)
- Cipriano Targioni, anatomista italiano († 1748)
- Thomas Wentworth, I conte di Strafford, diplomatico britannico († 1739)

## Morti

### Gennaio
- 2 gennaio - Raffaele Soprani, storico, pittore e politico italiano (n. 1612)
- 6 gennaio - Giberto III Borromeo, cardinale italiano (n. 1615)
- 7 gennaio - Philipp Jakob Sachs, medico e naturalista tedesco (n. 1627)
- 10 gennaio - Bartolomeo Provaglia, architetto italiano (n. 1608)
- 19 gennaio - Giovanni Battista Rabbia, vescovo cattolico italiano (n. 1618)
- 21 gennaio - Adriaen van de Velde, pittore e incisore olandese (n. 1636)
- 25 gennaio - Gregorio Preti, pittore italiano (n. 1603)
- 28 gennaio - Pierre Séguier, politico e magistrato francese (n. 1588)

### Febbraio
- 4 febbraio - Anna Maria Martinozzi, nobildonna italiana (n. 1637)
- 17 febbraio - Madeleine Béjart, attrice teatrale francese (n. 1618)
- 17 febbraio - Francesco Difnico, scrittore, storico e umanista italiano (n. 1607)
- 17 febbraio - Ioasaf II, monaco cristiano e arcivescovo ortodosso russo (n. 1591)
- 27 febbraio - Ferdinando II Filippo Gonzaga, nobile italiano (n. 1643)
- 28 febbraio - Cristiano di Legnica-Brieg, nobile polacco (n. 1618)

### Marzo
- 4 marzo - Domenico Magri, presbitero e orientalista maltese (n. 1604)
- 13 marzo - Giovanni Francesco Bellezia, politico italiano (n. 1602)
- 25 marzo - Gaudenzio da Brescia, teologo italiano (n. 1612)
- 30 marzo - Guy Patin, medico e scrittore francese (n. 1601)

### Aprile
- 2 aprile - Pietro Calungsod, missionario e santo filippino
- 2 aprile - Diego Luis de San Vitores, presbitero e gesuita spagnolo (n. 1627)
- 5 aprile - George Ayscue, ammiraglio inglese (n. 1616)
- 9 aprile - Mulay al-Rashid, sultano marocchino (n. 1631)
- 12 aprile - Giselda Zamoyska, principessa polacca (n. 1623)
- 13 aprile - Margherita di Lorena, principessa (n. 1615)
- 14 aprile - Federico Guglielmo III di Sassonia-Altenburg, duca tedesco (n. 1657)
- 17 aprile - Antoine Godeau, vescovo cattolico, scrittore e letterato francese (n. 1605)
- 20 aprile - Cosme Pérez, attore teatrale spagnolo (n. 1593)
- 30 aprile - Maria dell'Incarnazione Guyart, religiosa francese (n. 1599)

### Maggio
- 3 maggio - Giovanni Battista Gisleni, architetto italiano (n. 1600)
- 4 maggio - Luigi Guglielmo I Moncada, nobile, politico e militare italiano (n. 1614)
- 5 maggio - Samuel Cooper, pittore inglese (n. 1609)
- 9 maggio - François de La Mothe Le Vayer, filosofo, scrittore e letterato francese (n. 1588)
- 12 maggio - Ginevra Cantofoli, pittrice italiana (n. 1618)
- 28 maggio - Edward Montagu, I conte di Sandwich, nobile, ammiraglio e militare inglese (n. 1625)

### Giugno
- 17 giugno - Orazio Benevoli, compositore italiano (n. 1605)
- 28 giugno - Girolamo de' Cori, vescovo cattolico italiano (n. 1597)
- 29 giugno - Francesco Maria Mancini, cardinale italiano (n. 1606)

### Luglio
- 13 luglio - Henry Cooke, compositore, attore teatrale e cantore britannico (n. 1616)
- 21 luglio - John Underhill, militare e politico inglese (n. 1597)

### Agosto
- 20 agosto - Cornelis de Witt, politico olandese (n. 1623)
- 20 agosto - Johan de Witt, politico e matematico olandese (n. 1625)
- 23 agosto - Jean Varin, scultore e medaglista francese (n. 1604)

### Settembre
- 9 settembre - Francesco Giuseppe Bressani, gesuita, missionario e geografo italiano (n. 1612)
- 12 settembre - Tanneguy Le Fèvre, filologo e traduttore francese (n. 1615)
- 14 settembre - Henri Charles de La Trémoille, nobile francese (n. 1620)
- 16 settembre - Anne Bradstreet, poetessa statunitense (n. 1612)
- 29 settembre - Luca Danesi, architetto italiano (n. 1598)
- 30 settembre - Rinaldo d'Este, cardinale e vescovo cattolico italiano (n. 1617)

### Ottobre
- 8 ottobre - Johan Nieuhof, viaggiatore, esploratore e disegnatore olandese (n. 1618)
- 12 ottobre - Federico di Nassau-Zuylestein, militare olandese (n. 1624)
- 13 ottobre - Cosimo Galilei, presbitero italiano (n. 1636)
- 17 ottobre - Anna Maria di Baden-Durlach, nobile tedesco (n. 1617)
- 18 ottobre - Luca Assarino, giornalista e scrittore italiano (n. 1602)
- 24 ottobre - John Webb, architetto, scrittore e sinologo britannico (n. 1611)
- 28 ottobre - Ferdinando Tiburzio Gonzaga, vescovo cattolico italiano (n. 1611)

### Novembre
- 6 novembre - Heinrich Schütz, compositore e organista tedesco (n. 1585)
- 12 novembre - Melchior Barthel, scultore tedesco (n. 1625)
- 15 novembre - Franciscus Sylvius, naturalista e medico olandese (n. 1614)
- 18 novembre - Giovanni Rasini, vescovo cattolico italiano (n. 1630)
- 19 novembre - Giovanni Battista Giattini, gesuita, filologo e linguista italiano (n. 1601)
- 19 novembre - John Wilkins, scrittore e religioso britannico (n. 1614)

### Dicembre
- 1º dicembre - Esprit de Raymond de Mormoiron, militare e nobile francese (n. 1608)
- 6 dicembre - Pedro Antonio Fernández de Castro, nobile spagnolo (n. 1634)
- 16 dicembre - Giovanni II Casimiro di Polonia, cardinale polacco (n. 1609)
- 21 dicembre - Charles Stanley, VIII conte di Derby, politico e militare inglese (n. 1628)
- 30 dicembre - Hendrick Bloemaert, pittore e incisore olandese

### Senza giorno specificato
- Jacques Champion de Chambonnières, compositore e clavicembalista francese
- Angiolo Maria Colomboni, religioso, matematico e miniatore italiano (n. 1608)
- Jacopo Confortini, pittore e religioso italiano (n. 1602)
- Semën Ivanovič Dežnëv, esploratore russo
- Isaac Fuller, pittore inglese (n. 1606)
- Francesco Garbarino, doge (n. 1607)
- Jean Juchereau De Maur, funzionario francese (n. 1592)
- Johannes Koerbagh, filosofo olandese (n. 1634)
- Vincent Léotaud, matematico e gesuita francese (n. 1595)
- John Mason, giurista britannico (n. 1600)
- Camillo Mazza, scultore italiano (n. 1602)
- Richard Nicolls, militare britannico (n. 1624)
- Jean Nocret, pittore francese (n. 1615)
- Antonio Pérez, giurista spagnolo (n. 1583)
- Jacques Rohault, filosofo, matematico e fisico francese (n. 1618)
- Jacopo Salviati, I duca di Giuliano, nobile, mecenate e poeta italiano (n. 1607)
- Franciscus van der Steen, pittore e incisore fiammingo
- Charles Stewart, III duca di Richmond, nobile, politico e diplomatico britannico (n. 1639)
- Peter Stuyvesant, politico e mercante olandese (n. 1612)
- Antonio Francesco Tenaglia, compositore, organista e clavicembalista italiano
- Giuseppe Tomasi, pittore italiano (n. 1610)
- Denis Vairasse, scrittore francese (n. 1630)
- Maurizio da Correggio, nobile italiano (n. 1623)
- Lucas van Uden, pittore e incisore fiammingo (n. 1595)
- Abraham van den Tempel, pittore olandese

## Calendario
| Calendario 1672 | Calendario 1672 | Calendario 1672 | Calendario 1672 | Calendario 1672 | Calendario 1672 | Calendario 1672 | Calendario 1672 | Calendario 1672 | Calendario 1672 | Calendario 1672 | Calendario 1672 | Calendario 1672 | Calendario 1672 | Calendario 1672 | Calendario 1672 | Calendario 1672 | Calendario 1672 | Calendario 1672 | Calendario 1672 | Calendario 1672 | Calendario 1672 | Calendario 1672 | Calendario 1672 | Calendario 1672 | Calendario 1672 | Calendario 1672 | Calendario 1672 | Calendario 1672 | Calendario 1672 | Calendario 1672 | Calendario 1672 | Calendario 1672 |
| --------------- | --------------- | --------------- | --------------- | --------------- | --------------- | --------------- | --------------- | --------------- | --------------- | --------------- | --------------- | --------------- | --------------- | --------------- | --------------- | --------------- | --------------- | --------------- | --------------- | --------------- | --------------- | --------------- | --------------- | --------------- | --------------- | --------------- | --------------- | --------------- | --------------- | --------------- | --------------- | --------------- |
|                 | 1               | 2               | 3               | 4               | 5               | 6               | 7               | 8               | 9               | 10              | 11              | 12              | 13              | 14              | 15              | 16              | 17              | 18              | 19              | 20              | 21              | 22              | 23              | 24              | 25              | 26              | 27              | 28              | 29              | 30              | 31              |                 |
| Gennaio         | Ve              | Sa              | Do              | Lu              | Ma              | Me              | Gi              | Ve              | Sa              | Do              | Lu              | Ma              | Me              | Gi              | Ve              | Sa              | Do              | Lu              | Ma              | Me              | Gi              | Ve              | Sa              | Do              | Lu              | Ma              | Me              | Gi              | Ve              | Sa              | Do              |                 |
| Febbraio        | Lu              | Ma              | Me              | Gi              | Ve              | Sa              | Do              | Lu              | Ma              | Me              | Gi              | Ve              | Sa              | Do              | Lu              | Ma              | Me              | Gi              | Ve              | Sa              | Do              | Lu              | Ma              | Me              | Gi              | Ve              | Sa              | Do              | Lu              |                 |                 |                 |
| Marzo           | Ma              | Me              | Gi              | Ve              | Sa              | Do              | Lu              | Ma              | Me              | Gi              | Ve              | Sa              | Do              | Lu              | Ma              | Me              | Gi              | Ve              | Sa              | Do              | Lu              | Ma              | Me              | Gi              | Ve              | Sa              | Do              | Lu              | Ma              | Me              | Gi              |                 |
| Aprile          | Ve              | Sa              | Do              | Lu              | Ma              | Me              | Gi              | Ve              | Sa              | Do              | Lu              | Ma              | Me              | Gi              | Ve              | Sa              | Do              | Lu              | Ma              | Me              | Gi              | Ve              | Sa              | Do              | Lu              | Ma              | Me              | Gi              | Ve              | Sa              |                 |                 |
| Maggio          | Do              | Lu              | Ma              | Me              | Gi              | Ve              | Sa              | Do              | Lu              | Ma              | Me              | Gi              | Ve              | Sa              | Do              | Lu              | Ma              | Me              | Gi              | Ve              | Sa              | Do              | Lu              | Ma              | Me              | Gi              | Ve              | Sa              | Do              | Lu              | Ma              |                 |
| Giugno          | Me              | Gi              | Ve              | Sa              | Do              | Lu              | Ma              | Me              | Gi              | Ve              | Sa              | Do              | Lu              | Ma              | Me              | Gi              | Ve              | Sa              | Do              | Lu              | Ma              | Me              | Gi              | Ve              | Sa              | Do              | Lu              | Ma              | Me              | Gi              |                 |                 |
| Luglio          | Ve              | Sa              | Do              | Lu              | Ma              | Me              | Gi              | Ve              | Sa              | Do              | Lu              | Ma              | Me              | Gi              | Ve              | Sa              | Do              | Lu              | Ma              | Me              | Gi              | Ve              | Sa              | Do              | Lu              | Ma              | Me              | Gi              | Ve              | Sa              | Do              |                 |
| Agosto          | Lu              | Ma              | Me              | Gi              | Ve              | Sa              | Do              | Lu              | Ma              | Me              | Gi              | Ve              | Sa              | Do              | Lu              | Ma              | Me              | Gi              | Ve              | Sa              | Do              | Lu              | Ma              | Me              | Gi              | Ve              | Sa              | Do              | Lu              | Ma              | Me              |                 |
| Settembre       | Gi              | Ve              | Sa              | Do              | Lu              | Ma              | Me              | Gi              | Ve              | Sa              | Do              | Lu              | Ma              | Me              | Gi              | Ve              | Sa              | Do              | Lu              | Ma              | Me              | Gi              | Ve              | Sa              | Do              | Lu              | Ma              | Me              | Gi              | Ve              |                 |                 |
| Ottobre         | Sa              | Do              | Lu              | Ma              | Me              | Gi              | Ve              | Sa              | Do              | Lu              | Ma              | Me              | Gi              | Ve              | Sa              | Do              | Lu              | Ma              | Me              | Gi              | Ve              | Sa              | Do              | Lu              | Ma              | Me              | Gi              | Ve              | Sa              | Do              | Lu              |                 |
| Novembre        | Ma              | Me              | Gi              | Ve              | Sa              | Do              | Lu              | Ma              | Me              | Gi              | Ve              | Sa              | Do              | Lu              | Ma              | Me              | Gi              | Ve              | Sa              | Do              | Lu              | Ma              | Me              | Gi              | Ve              | Sa              | Do              | Lu              | Ma              | Me              |                 |                 |
| Dicembre        | Gi              | Ve              | Sa              | Do              | Lu              | Ma              | Me              | Gi              | Ve              | Sa              | Do              | Lu              | Ma              | Me              | Gi              | Ve              | Sa              | Do              | Lu              | Ma              | Me              | Gi              | Ve              | Sa              | Do              | Lu              | Ma              | Me              | Gi              | Ve              | Sa              |                 |